# Ошанива, Джувон
Джуво́н Ошани́ва (англ. Juwon Oshaniwa; 14 сентября 1990 в Илорине, Нигерия) — нигерийский футболист, защитник клуба «Аква Юнайтед». Выступал в сборной Нигерии.

## Карьера
Джувон выступал за нигерийские клубы «Квара Юнайтед», «Лоби Старз», «Шаркс». В сентябре 2012 он подписал 4-летний контракт с израильским «Ашдодом».

## Международная карьера
Официальный дебют Джувона в сборной состоялся в матче против Намибии, который завершился победой 1:0.
Он был включен в состав сборной Нигерии для участия в Кубке африканских наций 2013. На турнире Джувон провел один матч, выйдя на замену на 66 минуте в финальном матче против Буркина-Фасо, завершившемся победой его сборной.

## Достижения
Сборная Нигерии
- Обладатель Кубка африканских наций: 2013